# Barnwell (Carolina del Sud)
Barnwell è una città di 4.733 abitanti degli Stati Uniti d'America situata nella contea di Barnwell, di cui è il capoluogo, nello Stato della Carolina del Sud.
È nota per essere la città natale del musicista e cantante James Brown.